# Acacia perryi
Acacia perryi é uma espécie de leguminosa do gênero Acacia, pertencente à família Fabaceae.